# Rotahorn-Literaturpreis
[veraltet]
Der Rotahorn-Literaturpreis, auch bekannt als Hans-Roth-Literaturpreis, ist ein österreichischer Literaturpreis. Er wurde im Jahr 2011 von dem Unternehmer Hans Roth gestiftet und ist mit insgesamt 5000 Euro dotiert.

## Beschreibung
Der rotahorn ist als Förderpreis konzipiert. Der Stifter des Preises, Hans Roth, erklärte zu seinen Beweggründen: 

„In der Steiermark und ganz Österreich gibt es viele Nachwuchstalente, die im Verborgenen schöpferisch tätig sind. Mit dem rotahorn möchten wir diesen Literaturschaffenden eine gesellschaftliche Blatt-Form bieten.“

Die Auswahl der Preisträger erfolgt jeweils in enger Zusammenarbeit der Jury mit der renommierten Literaturzeitschrift manuskripte. Die Preisträger werden aus dem Kreis jener Autoren gewählt, die bereits in den manuskripten publizier(t)en oder sich um eine Publikation bewerben. Der Fachjury gehörten bisher neben dem inzwischen verstorbenen langjährigen Herausgeber der manuskripte Alfred Kolleritsch die Schriftsteller Barbara Frischmuth, Reinhard P. Gruber und Werner Kraus an. 2025 folgte Nava Ebrahimi der verstorbenen Barbara Frischmuth in der Jury nach.
Der rotahorn ist mit 5000 Euro dotiert: 3000 Euro für den ersten und 2000 Euro für den zweiten Preis. Im Jahr 2018 wurden erstmals zwei erste Preise vergeben.
Die Preisverleihung findet seit 2011 jeweils im Herbst im Rahmen einer Feierstunde in den Räumen der Steiermärkischen Landesbibliothek in Graz statt, bei der auch hochrangige Persönlichkeiten aus Politik und Gesellschaft anwesend sind.

## Preisträger
- 2011: Monique Schwitter und Christoph Dolgan[1]
- 2012: Olga Flor und Cordula Simon[1]
- 2013: Elke Laznia und Andrea Stift[1]
- 2014: Valerie Fritsch und Fabjan Hafner[1]
- 2015: Franz Weinzettl und Verena Stauffer[4]
- 2016: Ingeborg Horn und Anna Baar[5]
- 2017: Hans Eichhorn und Almut Tina Schmidt[1]
- 2018: Marie Gamillscheg (1. Preis) und Miroslava Svolikova (1. Preis)[3]
- 2019: Max Sessner und Sarah Kuratle[6]
- 2020: Nava Ebrahimi und Franziska Füchsl[7]
- 2021: Volha Hapeyeva und Freda Fiala[8] (Verleihung coronabedingt erst am 2. März 2022[9])
- 2022: Theodora Bauer (Hauptpreis), Sophia Lunra Schnack (Förderpreis)[10]
- 2023: Carolin Callies (Hauptpreis), Alexander Micheuz (Förderpreis)[11]
- 2024: Thea Mengeler, Max Höfler (Hauptpreise) und Yuliia Iliukha (Förderpreis)[12]